# Chanonat
Chanonat – miejscowość i gmina we Francji, w regionie Owernia-Rodan-Alpy, w departamencie Puy-de-Dôme.
Według danych na rok 1990 gminę zamieszkiwało 1238 osób, a gęstość zaludnienia wynosiła 97 osób/km² (wśród 1310 gmin Owernii Chanonat plasuje się na 173. miejscu pod względem liczby ludności, natomiast pod względem powierzchni na miejscu 708.).